# Кацоянев мост
Мостът на Кацоянис (на гръцки: Γεφύρι Κατσογιάννη), известен и като Мост на Милос или Мост на Свети Атанасий (Γεφύρι Μύλου, Γεφύρι του Αγίου Αθανασίου) е каменен мост в Егейска Македония, Гърция.
Мостът е разположен на река Велония, ляв приток на Венетикос на 2,5 km югоизточно от село Зякас (Тиста), като го свързва със село Мавранеи и село Ставрос в източните възвишения на Пинд. С близкия Лятишки мост обслужва почти еднакъв маршрут. Кръстен е на собственика на воденица на пътя на име Кацоянис. Изграден е в началото на XIX век. Мостът е имал три дъги, като средната е висока 7 m, а южната е унищожена и заменена със стоманобетонна конструкция. Общата оригинална дължина на моста е около 50 m, а ширината му 2,60 m. Дължината на запазената в днешно време част на моста е 38 m, ширината 2,60 m, а височината на средния свод 7 m.
В 1995 година мостът е обявен за защитен паметник.